# Aritatsu Ogi
Aritatsu Ogi (小城 得達, Ogi Aritatsu, né le 10 décembre 1942 à Hiroshima) est un footballeur et entraîneur japonais.

## Biographie
En tant que milieu, Aritatsu Ogi est international japonais à 62 reprises (1963-1976) pour 11 buts.
Il participe aux Jeux olympiques de 1964, où il joue tous les matchs en tant que titulaire, et inscrit un but contre l'Argentine à la 82e minute. Le Japon est éliminé en quarts.
Il participe aux Jeux olympiques de 1968, où il joue tous les matchs en tant que titulaire. Le Japon remporte la médaille de bronze.
Il joue toute sa carrière à Toyo Kogyo, remportant 5 fois le championnat national et trois coupes de l'Empereur. En 1966, il termine meilleur buteur du championnat avec 14 buts.
Fidèle à son club, il en devient l'entraîneur. Il ne fait mieux qu'une finale perdue en coupe du Japon en 1978.

## Clubs

### En tant que joueur
- 1965–1976 :  Toyo Kogyo

### En tant qu'entraîneur
- 1977–1980 :  Toyo Kogyo

## Palmarès

### En tant que joueur
- Championnat du Japon de football
  - Champion en 1965, en 1966, en 1967, en 1968 et en 1970
  - Vice-champion en 1969
- Coupe du Japon de football
  - Vainqueur en 1965, en 1967 et en 1969
  - Finaliste en 1966 et en 1970
- Meilleur buteur du championnat nippon
  - Récompensé en 1966
- Jeux olympiques
  - Médaille de bronze en 1968

### En tant qu'entraîneur
- Coupe du Japon de football
  - Finaliste en 1978